# Tomatin
Tomatin je škotski single malt viski, ki ga proizvajajo v istoimenski destilarni v škotskem Highlandu.

## Destilarna
Tomatin v gelščini pomeni brinov grič, ime pa opisuje pokrajino, v katero je umeščena destilarna. Destilarna leži ob vznožju gorovja Monadhliath na nadmorski višini 315 metrov, kar jo uvršča med najvišje ležeče škotske destilarne. Ustanovljena je bila leta 1897, ob ustanovitvi pa so v njej viski destilirali v dveh kotlih. Do leta 1974 so proizvodnjo povečali. Takrat so viski kuhali v 23 kotlih, s čimer je Tomatin postala največja škotska destilarna, v kateri so letno skuhali 13 milijonov litrov viskija. Kasneje so nekaj kotlov odstranili, proizvodnjo pa zmanjšali. V letu 2006 je tako obratovalo še 12 kotlov za prvo kuho ter 12 manjših kotlov za drugo žganje, ki so proizvedli 65.000 litrov viskija na teden.
Objekt so od ustanovitve nekajkrat prenovili, do danes pa se je kljub vsemu ohranilo nekaj prvotnih prostorov. Vodo za mešanje viskija pridobivajo iz rečice Allt-na-Frithe, vanjo pa se izlivajo izviri, ki tečejo preko kremenove in granitne podlage ter nekaj barjanskih izvirov.
Destilarna ima tudi lastno sodarno, v kateri izdelujejo ter vzdržujejo sode ter turistični center, v katerem nudijo lastne proizvode ter organizirajo vodene oglede destilarne z degustacijo.

## Viski
Tomatin zori v hrastovih sodih, v katerih je pred tem ležal ameriški bourbon. Sodi so predelani, da je v njih tudi nekaj dog šerijevih sodov, ki dajo temu single maltu značilen okus. Tomatin single malt viski polnijo staranega 12 in 25 let. 25. letni viski je pred tem toplo filtriran.
Poleg single maltov v destilarni proizvajajo tudi nekaj blended viskijev. Tako so na voljo blended viskiji Talisman, pet-letni Big T ter dva starana blended viskija Antiquary. Enega polnijo staranega 12, drugega pa 21 let.